# Landkreis Hannover

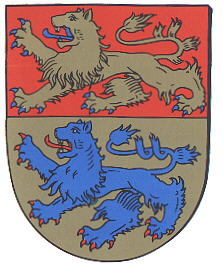
Herb

Landkreis Hannover – utworzony w 1885 roku powiat, który został przyłączony 1 listopada 2001 do Regionu Hannover tworząc związek komunalny.